# Madonna del Popolo
Madonna del Popolo – obraz włoskiego malarza renesansowego Federica Barocciego.

## Historia i temat obrazu
Obraz ołtarzowy został zamówiony w 1574 roku przez Bractwo Zakonne z Arezzo dla kościoła Santa Maria. Został malowany przez cztery kolejne lata. W 1786 roku książę Piotr Leopold przeniósł go do Galerii Uffizi.
Pierwotnie tematem obrazu miała być Maria Miłosierdzia, patronka bractwa oraz sceny z życia Madonny. Barocci wybrał inny wątek, bardziej neutralny, o większej możliwości interpretacji.
Dzieło przedstawia zgromadzony lud, wśród których znajdują się przedstawiciele różnych klas społecznych. Można dostrzec wieśniaczkę z koszem i dzieckiem na ramieniu otrzymującą jałmużnę, półnagiego kalekę, niewidomego grajka, a obok nich zamożną kobietę z dwojgiem dzieci. Za nią malarz przedstawił psocące dziecko wychylone przez ramię matki i przewracające kartki modlitewnika innej kobiety. Nad zgromadzeniem ukazano Chrystusa w otoczeniu aniołów błogosławiącego lud. Po prawej stronie znajduje się Matka Boska wstawiającą się za tłumem. Obłok, na którym siedzą święte postacie, daje cień na ziemi.